# Zdravilo brez recepta
Zdravílo brez recépta ali recépta prôsto zdravílo je zdravilo, ki se sme izdajati brez zdravniškega recepta (v primeru veterirarskih zdravil brez veterinarskega recepta), saj ne izpolnjuje meril za razvrstitev med zdravila na recept. Zanje se uporablja oznaka BRp. Zdravila brez recepta načeloma vsebujejo učinkovine, ki se že dlje časa
varno uporabljajo in ne predstavljajo večje nevarnosti za bolnika, vendar je tudi pri njihovi uporabi potrebna previdnost.

## Merila
Zdravila, ki se lahko prodajajo brez recepta, morajo izpolnjevati naslednja merila:
- imeti morajo majhno splošno toksičnost in ne smejo imeti pomembnega vpliva na sposobnost razmnoževanja, genotoksičnih ali rakotvornih lastnosti;
- predstavljati morajo majhno tveganje za resne neželene učinke ter zelo majhno tveganje za nepričakovane resne neželene učinke;
- ne smejo imeti součinkovanj s splošno uporabljanimi zdravili, zaradi katerih bi lahko prišlo do resnih neželenih učinkov;
- kontraindikacije, součinkovanja, opozorila in previdnostni ukrepi, ki veljajo za to zdravilo, morajo biti uporabniku razumljivi;
- tveganje za resne neželene učinke je sprejemljivo le, če je možno preventivno, brez zdravniškega nadzora, izključiti rizične skupine ljudi.

## Razvrstitev
Nadalje se zdravila brez recepta glede na mesto izdaje razvrščajo v dve skupini:
- zdravila brez recepta, ki se izdajajo samo v lekarnah – za varno samozdravljenje je potreben nadzor in svetovanje v lekarnah, zlasti zato, da pacient prejme informacije o možnih kontraindikacijah, potrebnih opozorilih in previdnostnih ukrepih, možnih součinkovanj z drugimi zdravili, neželenih učinkih. Svetovanje v lekarni dodatno varuje pred možnostjo nepravilnega prepoznavanja bolezni in morebitnimi posledicami zaradi nepravočasnega zdravljenja, prevelikega odmerjanja in zlorabe zdravila ter nastanka odpornosti mikroorganizmov proti zdravilom.
- zdravila brez recepta, ki se izdajajo v lekarnah in specializiranih prodajalnah – vsebujejo predvsem učinkovine rastlinskega izvora, njihov učinek je sorazmerno blag in se porabljajo za odpravljanje blažjih simptomov, so relativno neškodljiva;

## Prednosti in slabosti
Dostopnost zdravil brez recepta lahko ima pozitivno vlogo, saj ta zdravila hitro in učinkovito lajšajo bolezenske težave, pri katerih ni potreben zdravniški nasvet, razbremenijo zdravniške ambulante in širijo dostopnost zdravljenja tudi v odročnih krajih, kjer zdravnika ni. Vendar pa uporaba zdravil brez recepta in druge oblike samozdravljenja predstavljajo tudi terapevtska tveganja, kot so nepravilna diagnoza, nepravilna izbira zdravljenja, nepravilna uporaba zdravila, nezadostno ali čezmerno odmerjanje, prepozno iskanje zdravniške pomoči.

## Razširjenost uporabe
Uporaba zdravil brez recepta je dokaj pogosta. Glede ena raziskavo iz leta 2010 je v Sloveniji 69 % anketirancev v zadnjem letu uporabilo vsaj eno zdravilo
brez recepta. Pri tem je uporaba pogosta tudi pri otrocih. Ker je dostopnost do zdravil brez recepta čedalje večja, narašča tudi tveganje za pojavnost neželenih učinkov.